# Ассоциация советских эсперантистов
Ассоциа́ция сове́тских эсперанти́стов (АСЭ) была первой послевоенной официальной организацией эсперантистов в СССР. АСЭ существовала с 1979 по 1989 под руководством бессменного президента, профессора языкознания Магомета Исаева.
Ещё в 1962 при Союзе советских обществ дружбы и культурных связей с зарубежными странами (ССОД) была создана Комиссия эсперанто, продукт хрущёвской оттепели. Главными направлениями её работы были туристические группы и делегации на Всемирные конгрессы эсперантистов (впервые в 1963 на 48-й конгресс в Софии), издание общественно-политических и художественных брошюр и альманаха «За мир», приложений на эсперанто к газете «Московские новости». Однако эта комиссия была далека от эсперантистов, не интересовалась их заботами и потребностями.
Советское молодёжное движение эсперантистов (Sovetia Esperantista Junulara Movado, SEJM) многократно пыталось сделать своё движение официальным, но не находило поддержку «сверху»; к тому же этому противодействовал ССОД. Но когда движение эсперантистов стало заметным, «наверху» забеспокоились и решили создать для него рамки. В результате ЦК КПСС поручил ССОД, ЦК ВЛКСМ и ВЦСПС создать Ассоциацию советских эсперантистов (АСЭ), немного помогать ей, но в основном — контролировать.
Учредительная конференция АСЭ состоялась 14 марта 1979 в Доме дружбы с народами зарубежных стран (Москва, ул. Воздвиженка 16). Были даны большие обещания. Однако на самом деле всё было иначе: издательская деятельность ССОД прекратилась, группы на конгрессы с 1984 больше не посылались (кроме 1987), обещанное вступление АСЭ во Всемирную ассоциацию эсперанто так и не состоялось, декларированная юридическая самостоятельность АСЭ так и осталась на бумаге, нужды эсперантистов никого не интересовали.
Единственным по-настоящему полезным продуктом АСЭ был его Информационный бюллетень под редакцией Николая Зубкова, но и он выходил с запозданием. ЦК ВЛКСМ и ВЦСПС вскоре самоустранились, а ССОД пытался управлять эсперантистами в своём обычном командно-административном стиле. Вместо того чтобы укреплять дружбу и культурные связи с зарубежными странами с помощью эсперанто, он выискивал «политически незрелых лиц» в стране и «идеологические диверсии» за рубежом. В группы, посылаемые на конгрессы эсперантистов, включались преимущественно коммунисты и комсомольцы. К этому добавлялись некомпетентность и даже антиэсперантистские действия навязанных ответственных секретарей АСЭ.

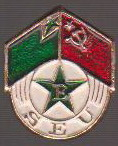
Значок нового SEU

Разумеется, среди эсперантистов, которые привыкли к демократии, росло недовольство. Между тем в страну пришла перестройка. 24 января 1989 Всесоюзная конференция эсперантистов решила расформировать АСЭ и воссоздать самостоятельный Союз эсперантистов советских республик (Sovetrespublikara Esperantista Unio, SEU), разгромленный в 1937 году, в период правления Сталина.